# Ілір Кепа
Ілір Кепа (алб. Ilir Kepa, нар. 21 квітня 1966, Шкодер) — албанський футболіст, що грав на позиції нападника, зокрема за національну збірну Албанії.

## Клубна кар'єра
У дорослому футболі дебютував 1987 року виступами за команду «Влазнія», в якій провів чотири сезони. 1991 року, перебуваючи у складі національної збірної у Франції, разом з декількома партнерами по команді вирішив не повертатися до соціалістичної Албанії і залишитися на Заході.
Знайшов варіант продовження кар'єри у Бельгії, де приєднався до команди «Моленбек». Відіграв за команду з Моленбека наступні три сезони своєї ігрової кар'єри, так і не ставши у її складі стабільним гравцем «основи».
Згодом протягом 1994—1996 років захищав кольори французького третьолігового клубу «Луан-Кюїзо», а завершував ігрову кар'єру у бельгійському «Олімпіку» (Шарлеруа), за яку виступав протягом 1996—1998 років спочатку у другому, а згодом у третьму дивізіонах бельгійської першості.

## Виступи за збірну
1988 року дебютував в офіційних матчах у складі національної збірної Албанії.
Загалом протягом шестирічної кар'єри в національній команді провів у її формі 7 матчів, забивши 1 гол.